# Penchy Castro
 (juin 2019).
Penchy Castro aussi surnommé el galán del Vallenato est un chanteur colombien né à Valledupar. 

## Biographie
C'est en 2005, par sa collaboration avec le label colombien Discos Fuentes, qu'il atteint une notoriété publique en imposant des succès tels que Por un beso de tu boca et Te vas, te vas, accompagné de son accordéoniste Luis Carlos Farfán. Il est aujourd'hui considéré comme l'un des plus grands chanteurs de langue hispanique.